# 2022年北京パラリンピックのアゼルバイジャン選手団
2022年北京パラリンピックのアゼルバイジャン選手団は、2022年3月4日から3月13日まで中華人民共和国の北京で開催された2022年北京パラリンピックアゼルバイジャン選手団の名簿。今大会、アゼルバイジャンは冬季パラリンピック初参加となった。

## 選手団
- 人員: 選手 1人
- 開会式旗手: メフマン・ラマザンザデ

## 種目別選手・スタッフ名簿及び成績

### クロスカントリースキー
| 選手                   | 種目               | 予選 | 予選 | 準決勝   | 準決勝   | 決勝     | 決勝     |
| 選手                   | 種目               | 結果 | 順位 | 結果     | 順位     | 結果     | 順位     |
| ---------------------- | ------------------ | ---- | ---- | -------- | -------- | -------- | -------- |
| メフマン・ラマザンザデ | 男子スプリント座位 | 棄権 | 棄権 | 予選敗退 | 予選敗退 | 予選敗退 | 予選敗退 |